# I-divisioona 2021
La I-divisioona 2021 è la 39ª edizione del campionato di football americano di secondo livello, organizzato dalla SAJL.

## Squadre partecipanti
| Club              | Città     | Stadio | Sponsor ufficiale | Risultato nella stagione 2020 |
| ----------------- | --------- | ------ | ----------------- | ----------------------------- |
| Kotka Eagles      | Kotka     |        |                   |                               |
| Pori Bears        | Pori      |        |                   |                               |
| Rovaniemi Nordmen | Rovaniemi |        |                   |                               |
| Tampere Saints    | Tampere   |        |                   |                               |

## Stagione regolare

### Calendario

#### 1ª giornata
| Pori 19 giugno 2021, ore 19:00 | Pori Bears     | 46 – 20 (6-19 7-0 0-20 0-14) referto | Rovaniemi Nordmen | Porin urheilukeskus (350 spett.)\| Arbitro: \| J. Kalliokoski \| |
| Arbitro:                       | J. Kalliokoski |                                      |                   |                                                                  |

| Tampere 20 giugno 2021, ore 15:00 | Tampere Saints | 27 – 26 (8-7 6-0 0-12 13-7) referto | Kotka Eagles | Pyynikin urheilukenttä (303 spett.)\| Arbitro: \| K. Lahtinen \| |
| Arbitro:                          | K. Lahtinen    |                                     |              |                                                                  |

#### 2ª giornata
| Kotka 3 luglio 2021, ore 19:00 | Kotka Eagles  | 36 – 30 (d.t.s.) (3-7 20-12 0-0 7-11 6-0) referto | Pori Bears | Puistolan kenttä\| Arbitro: \| M. Makarainen \| |
| Arbitro:                       | M. Makarainen |                                                   |            |                                                 |

#### 3ª giornata
| Tampere 10 luglio 2021, ore 17:30 | Tampere Saints | 55 – 14 (14-0 13-8 7-0 21-6) referto | Rovaniemi Nordmen | Pyynikin urheilukenttä (275 spett.)\| Arbitro: \| J. Mustikkamaa \| |
| Arbitro:                          | J. Mustikkamaa |                                      |                   |                                                                     |

#### 4ª giornata
| Rovaniemi 17 luglio 2021, ore 17:00 | Rovaniemi Nordmen | 20 – 43 (0-6 12-14 0-15 8-8) referto | Kotka Eagles | Susivouti (193 spett.)\| Arbitro: \| T. Lindroos \| |
| Arbitro:                            | T. Lindroos       |                                      |              |                                                     |

#### 5ª giornata
| Pori 24 luglio 2021, ore 19:00 | Pori Bears | 35 – 42 (14-0 7-21 7-14 7-7) referto | Tampere Saints | Porin urheilukeskus (300 spett.)\| Arbitro: \| J. Kalevo \| |
| Arbitro:                       | J. Kalevo  |                                      |                |                                                             |

#### 6ª giornata
| Rovaniemi 31 luglio 2021, ore 17:00 | Rovaniemi Nordmen | 32 – 44 (6-10 6-20 20-7 0-7) referto | Pori Bears | Susivouti (246 spett.)\| Arbitro: \| M. Makarainen \| |
| Arbitro:                            | M. Makarainen     |                                      |            |                                                       |

| Kotka 1º agosto 2021, ore 15:00 | Kotka Eagles | 21 – 34 (6-0 8-14 0-7 7-13) referto | Tampere Saints | Puistolan kenttä (300 spett.)\| Arbitro: \| Lamminsalo \| |
| Arbitro:                        | Lamminsalo   |                                     |                |                                                           |

#### 7ª giornata
| Pori 8 agosto 2021, ore 19:00 | Pori Bears | 14 – 7 (7-7 0-0 0-0 7-0) referto | Kotka Eagles | Porin urheilukeskus (300 spett.)\| Arbitro: \| J. Kalevo \| |
| Arbitro:                      | J. Kalevo  |                                  |              |                                                             |

#### 8ª giornata
| Rovaniemi 14 agosto 2021, ore 17:00 | Rovaniemi Nordmen | 0 – 53 (0-7 0-7 0-13 0-26) referto | Tampere Saints | Susivouti (184 spett.)\| Arbitro: \| M. Makarainen \| |
| Arbitro:                            | M. Makarainen     |                                    |                |                                                       |

#### 9ª giornata
| Kotka 21 agosto 2021, ore 19:00 | Kotka Eagles | 30 – 0 (a tavolino) | Rovaniemi Nordmen | Puistolan kenttä |

#### 10ª giornata
| Tampere 28 agosto 2021, ore 17:30 | Tampere Saints | 54 – 14 (7-0 7-14 20-0 20-0) referto | Pori Bears | Pyynikin urheilukenttä (233 spett.) |

### Classifica
La classifica della regular season è la seguente:
- PCT = percentuale di vittorie, G = partite giocate, V = partite vinte, P = partite perse, PF = punti fatti, PS = punti subiti

| Pos. | Squadra           | PCT   | G | V | N | P | PF  | PS  |
| ---- | ----------------- | ----- | - | - | - | - | --- | --- |
| 1    | Tampere Saints    | 1.000 | 6 | 6 | 0 | 0 | 265 | 110 |
| 2    | Pori Bears        | .500  | 6 | 3 | 0 | 3 | 183 | 191 |
| 3    | Kotka Eagles      | .500  | 6 | 3 | 0 | 3 | 163 | 125 |
| 4    | Rovaniemi Nordmen | .000  | 6 | 0 | 0 | 6 | 86  | 271 |

## Playoff

### Tabellone
|  | Semifinali | Semifinali   | Semifinali |              |    | XXXVII Spagettimalja | XXXVII Spagettimalja | XXXVII Spagettimalja |  |
|  |            |              |            |              |    |                      |                      |                      |  |
|  |            |              |            |              |    | 1                    | Tampere Saints       | 20                   |  |
|  |            |              |            |              |    | 1                    | Tampere Saints       | 20                   |  |
|  |            |              |            | Kotka Eagles | 35 |                      |                      |                      |  |
|  | 2          | Pori Bears   | 22         | Kotka Eagles | 35 |                      |                      |                      |  |
|  | 2          | Pori Bears   | 22         |              |    |                      |                      |                      |  |
|  | 3          | Kotka Eagles | 34         |              |    |                      |                      |                      |  |

### Semifinali
| Pori 4 settembre 2021, ore 18:30 | Pori Bears | 22 – 34 (0-7 0-14 8-7 14-6) referto | Kotka Eagles | Porin urheilukeskus |

### XXXVII Spagettimalja
| Tampere 11 settembre 2021, ore 18:00 | Tampere Saints | 20 – 35 (0-0 0-14 7-7 13-14) referto | Kotka Eagles | Pyynikin urheilukenttä (522 spett.)\| Arbitro: \| J. Kalevo \| |
| Arbitro:                             | J. Kalevo      |                                      |              |                                                                |

## Verdetti
- Kotka Eagles Vincitori dello Spagettimalja 2021

## Marcatori
| Giocatore      | Sq.               | TD rush | TD recv | TD int | TD p.ret | TD k.ret | TD oth | Xp1  | Xp2 | FG | Saf | Totale |
| -------------- | ----------------- | ------- | ------- | ------ | -------- | -------- | ------ | ---- | --- | -- | --- | ------ |
| C. Arnold      | Tampere Saints    | 12+1    | 1       | 0      | 0        | 0        | 0      | 0    | 1   | 0  | 0   | 86     |
| M. Airaksinen  | Tampere Saints    | 6       | 2       | 0      | 0        | 0        | 0      | 0    | 1   | 0  | 0   | 50     |
| 2 giocatori    | 48                |         |         |        |          |          |        |      |     |    |     |        |
| E. Hiltunen    | Tampere Saints    | 0       | 2+1     | 0      | 0        | 0        | 0      | 25+2 | 0   | 0  | 0   | 45     |
| J. Robbins     | Pori Bears        | 7       | 0       | 0      | 0        | 0        | 0      | 0    | 0   | 0  | 0   | 42     |
| V. Ollonqvist  | Pori Bears        | 0+1     | 5       | 0      | 0        | 0        | 0      | 0    | 0   | 0  | 0   | 36     |
| A. Ikaheimo    | Rovaniemi Nordmen | 0       | 5       | 0      | 0        | 0        | 0      | 0    | 1   | 0  | 0   | 32     |
| R. Herbin      | Pori Bears        | 4       | 0       | 0      | 0        | 0        | 0      | 0    | 2   | 0  | 0   | 28     |
| Viinamäki      | Kotka Eagles      | 1       | 2+1     | 0      | 0        | 0        | 0      | 0    | 0   | 0  | 0   | 24     |
| 3 giocatori    | 20                |         |         |        |          |          |        |      |     |    |     |        |
| V. Hamalainen  | Kotka Eagles      | 3       | 0       | 0      | 0        | 0        | 0      | 0    | 0   | 0  | 0   | 18     |
| A.-M. Jokinen  | Kotka Eagles      | 0       | 0       | 0      | 0        | 0        | 0      | 5+9  | 0   | 1  | 0   | 17     |
| V. Kallio      | Kotka Eagles      | 0       | 0       | 1      | 0+1      | 0        | 0      | 3    | 0   | 0  | 0   | 15     |
| 4 giocatori    | 14                |         |         |        |          |          |        |      |     |    |     |        |
| M. Wakabayashi | Pori Bears        | 0       | 1       | 0      | 0        | 0        | 0      | 7    | 0   | 0  | 0   | 13     |
| 6 giocatori    | 12                |         |         |        |          |          |        |      |     |    |     |        |
| M. Fernandez   | Pori Bears        | 0       | 0       | 0      | 0        | 0        | 0      | 7    | 0   | 1  | 0   | 10     |
| A. Airto       | Rovaniemi Nordmen | 1       | 0       | 0      | 0        | 0        | 0      | 0    | 1   | 0  | 0   | 8      |
| 10 giocatori   | 6                 |         |         |        |          |          |        |      |     |    |     |        |
| O. Valin       | Pori Bears        | 0       | 0       | 0      | 0        | 0        | 0      | 1    | 0   | 1  | 0   | 4      |

- Miglior marcatore della stagione regolare: C. Arnold ( Tampere Saints), 80
- Miglior marcatore dei playoff: C. Allen jr. ( Kotka Eagles), 30
- Miglior marcatore della stagione: C. Arnold ( Tampere Saints), 86

## Passer rating
La classifica tiene in considerazione soltanto i quarterback con almeno 10 lanci effettuati.
| Giocatore      | Sq.               | G   | Att    | Comp  | Int | Yds      | TD   | NFL    | NCAA   |
| -------------- | ----------------- | --- | ------ | ----- | --- | -------- | ---- | ------ | ------ |
| M. Lautamatti  | Kotka Eagles      | 0+2 | 0+19   | 0+13  | 0+1 | 0+267    | 0+5  | 128,84 | 262,78 |
| L. Siitonen    | Tampere Saints    | 6+1 | 85+16  | 42+8  | 1+1 | 865+98   | 10+1 | 111,12 | 161,58 |
| N. Hannula     | Kotka Eagles      | 3   | 22     | 10    | 1   | 179      | 2    | 85,23  | 134,71 |
| Carpelan       | Kotka Eagles      | 5   | 98     | 60    | 4   | 641      | 7    | 87,16  | 131,58 |
| J. Robbins     | Pori Bears        | 6+1 | 172+34 | 87+20 | 4+2 | 1280+247 | 10+1 | 81,92  | 126,00 |
| Willingham     | Rovaniemi Nordmen | 2   | 86     | 37    | 6   | 643      | 5    | 59,40  | 111,06 |
| J. Jensen      | Rovaniemi Nordmen | 4   | 80     | 23    | 4   | 288      | 3    | 33,75  | 61,37  |
| S. Karjalainen | Pori Bears        | 2   | 5      | 3     | 0   | 24       | 0    |        |        |
| C. Allen jr.   | Kotka Eagles      | 0+1 | 0+2    | 0+1   | 0+0 | 0+9      | 0+0  |        |        |
| E. Hiltunen    | Tampere Saints    | 2   | 2      | 1     | 0   | 35       | 0    |        |        |
| T. Lammi       | Tampere Saints    | 1   | 2      | 2     | 0   | 25       | 1    |        |        |
| R. Herbin      | Pori Bears        | 1   | 1      | 0     | 0   | 0        | 0    |        |        |
| Olney          | Pori Bears        | 1   | 1      | 0     | 0   | 0        | 0    |        |        |

- Miglior QB della stagione regolare: L. Siitonen ( Tampere Saints), 171,36
- Miglior QB dei playoff: M. Lautamatti ( Kotka Eagles), 262,78
- Miglior QB della stagione: M. Lautamatti ( Kotka Eagles), 262,78